# Ematurga juncta
Ematurga juncta är en fjärilsart som beskrevs av Barend J. Lempke 1952. Ematurga juncta ingår i släktet Ematurga och familjen mätare. Inga underarter finns listade i Catalogue of Life.